# Lella Lombardi
Maria Grazia Lombardi, detta Lella (Frugarolo, 26 marzo 1941 – Milano, 3 marzo 1992), è stata una pilota automobilistica italiana.
Fu la seconda donna a guidare una monoposto di Formula 1, l'unica a giungere in zona punti nonché quella che disputò più Gran Premi (12 contro i 3 di Maria Teresa de Filippis, che l'aveva preceduta negli anni cinquanta).

## Biografia

### Origini
Terza figlia di un macellaio e produttore di salumi, nacque a Frugarolo, piccolo comune in provincia di Alessandria. Di carattere grintoso e tenace, fin da bambina fu attratta dalla velocità. A nove anni prese per la prima volta in mano un volante, mentre a tredici guidava già un'auto. A diciotto anni, nel 1959, si guadagnava da vivere con lo stesso mestiere paterno, guidando un furgone lungo la Riviera Ligure nel trasporto della carne.

### Carriera

#### Le formule minori

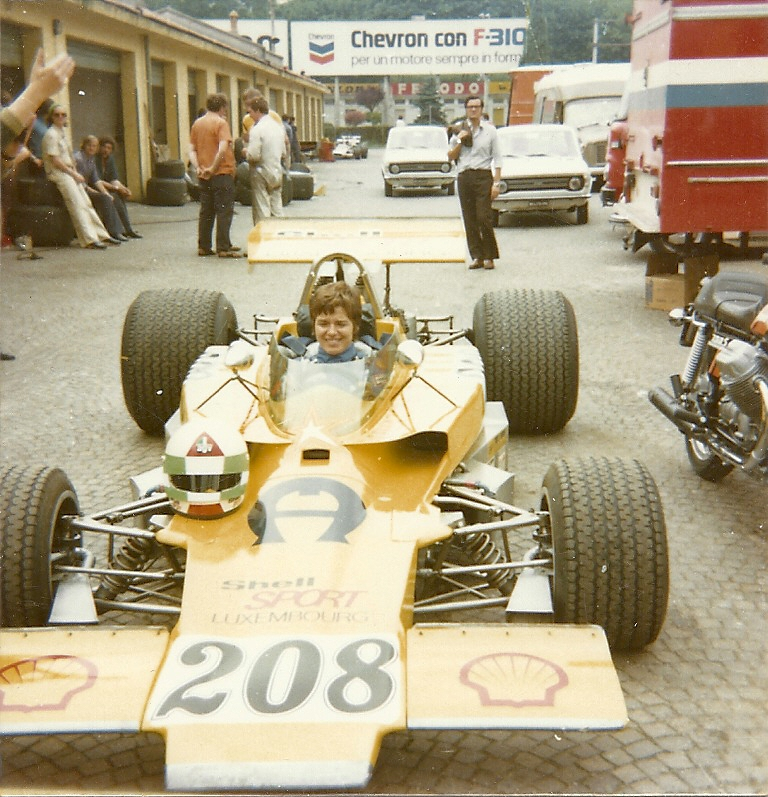
Lella Lombardi nel 1970 sul circuito di Monza per una gara di Formula 5000

Debuttò sui kart, mentre nel 1965 gareggiò per la prima volta nella serie della Formula Monza su un'auto da corsa acquistata a rate. Ebbe una lunga gavetta nelle formule minori: nel 1968 passò alla Formula 3 classificandosi al secondo posto. Nel 1970 vinse il titolo di campione italiano della Formula 850 aggiudicandosi, su una Biraghi, quattro delle dieci gare previste; nella categoria vincerà anche due gare l'anno successivo.
Nel 1971 nuovo titolo: quello inglese della Formula Ford Mexico. Nel 1974, al volante di una Lola T 330 Chevrolet si classificò, grazie ad una grande regolarità di risultati nei 18 appuntamenti previsti dal calendario, al quinto posto della classifica finale nel Rothmans F5000 Championship. In Formula 5000 tornerà a correre nel 1976, incrociando la sua strada con quella di un'altra donna destinata, senza successo, a provare l'avventura in Formula 1: la britannica Divina Galica.

#### Il triennio in Formula 1
Lella Lombardi esordì in Formula 1 il 20 luglio 1974 nel Gran Premio di Gran Bretagna. Sul circuito di Brands Hatch, al volante di una Brabham BT42 motorizzata Ford Cosworth DFV del team Allied Polymer Group (numero di gara: 208) realizzò in prova il 29º tempo, non sufficiente per classificarsi al via. Sul circuito di Brands Hatch aveva in precedenza colto un quarto posto in Formula 5000. Nel 1975 prese parte a dodici delle quattordici gare del mondiale su una March Ford Cosworth; il debutto stagionale avvenne il 26 marzo, sul circuito di Kyalami. Lombardi, su una March 741 della March Engineering, si qualificò col 26º tempo (1' 19” 68), staccata di 3” 26 dal poleman José Carlos Pace: fu la prima donna a qualificarsi per un Gran Premio dai tempi di Maria Teresa de Filippis (1958). In gara si ritirò al 23º giro per problemi al sistema di distribuzione.

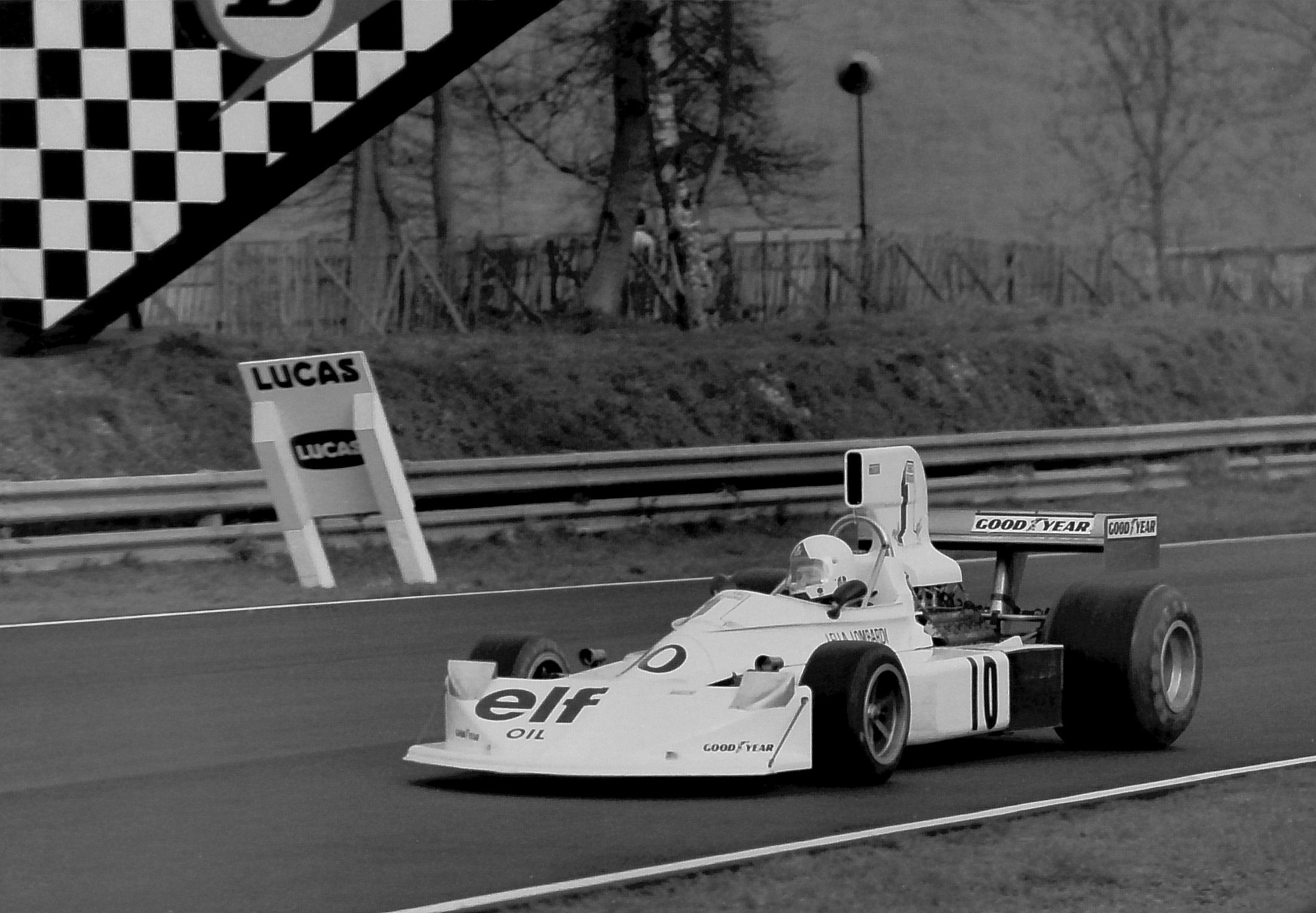
Lella Lombardi su March 751 alla Race of Champions 1975

Il Gran Premio di Spagna sul Circuito del Montjuïc, consegnò Lella Lombardi alla storia della Formula 1. Il week-end iniziò male. I piloti boicottarono le prove del venerdì per protesta nei confronti del pessimo stato delle barriere di sicurezza (sarà l'ultimo anno in cui si corse sul circuito di Barcellona): lavori frettolosi e le minacce legali degli organizzatori riuscirono a salvare le prove del sabato. Al volante di una March 751 della Lavazza March, Lella si qualificò col 24º tempo, a 7” dalla pole position di Niki Lauda. Emerson Fittipaldi, pilota McLaren, rinunciò alla gara. Il fratello Wilson e Arturo Merzario, rispettivamente al volante di una Fittipaldi e di una Williams, decisero di fermarsi dopo un solo giro per protesta.
Al 25º giro la Hill di Rolf Stommelen perse l'alettone e volò in mezzo alla folla, provocando quattro morti e numerosi feriti: la direzione di gara decise di sospendere la corsa, e per la prima volta in Formula 1 ai piloti ed alle scuderie fu assegnato un punteggio dimezzato non essendo stata percorsa la distanza minima. Al momento della sospensione della corsa, Lella Lombardi era sesta a due giri dal leader Jochen Mass: diventò quindi la prima e fino ad oggi unica donna a conquistare punti in F1. Dopo aver mancato la qualificazione in occasione del Gran Premio di Monaco, Lella Lombardi si qualificò nei successivi nove Gran Premi con risultati non brillanti; in occasione dell'ultimo Gran Premio della stagione, quello degli Stati Uniti a Watkins Glen, Lombardi su una Williams-Ford Cosworth della Frank Williams Racing Cars si classificò ma non prese il via per guasti durante il warm-up.
Al primo Gran Premio del 1976, in Brasile, Lombardi tornò su una March 761 della Lavazza March: 22º in griglia, giunse 14ª, staccata di quattro giri dal vincitore Niki Lauda. Nel corso della stagione, Lella partecipò ad altri tre Gran Premi su una Brabham BT44B Ford Cosworth della RAM Racing: fallita la qualificazione in Gran Bretagna e Germania, concluse la sua esperienza in Formula 1 classificandosi 12º nel Gran Premio di Austria. In totale Lella Lombardi ha partecipato a 17 Gran Premi, riuscendo a prendere il via 12 volte (1 piazzamento in zona punti; 6 piazzamenti; 5 ritiri) e percorrendo 363 giri. Dopo di lei altre tre donne tentarono l'avventura in Formula 1 senza però passare la fase di qualificazione: l'ultima fu ancora un'italiana, Giovanna Amati, nel 1992, sulla Brabham.

#### Formula 1: gare fuori campionato
Abbiamo detto del debutto di Lombardi in Formula 1. In realtà l'italiana aveva già corso in Formula 1 in due gare non valide per il mondiale nel marzo ed aprile del 1974: la "Corsa dei Campioni", sul circuito di Brands Hatch, e la BRDC International Trophy, sul circuito di Silverstone. Al volante di una Lola T 330 Chevrolet, Lombardi terminò entrambe le corse: nella prima non fu classificata e nella seconda fu 13º.
Anche nel 1975 Lombardi partecipò alle due gare: nella prima fu costretta al ritiro dopo 25 giri per problemi alla sua March 751 Ford, mentre nella seconda arrivò 12º.

#### L'esperienza in World Sportscar Championship

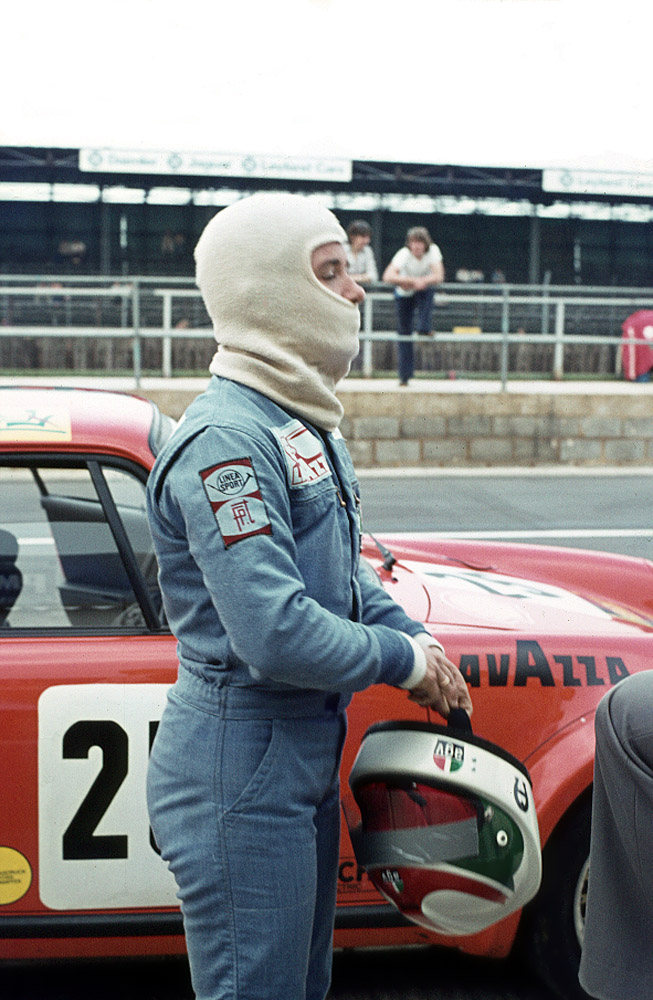
Lella Lombardi nel 1976 alla 6 Ore di Silverstone

Molto intensa l'attività di Lella Lombardi nella categoria World Sportscar Championship, dove ha corso tra il 1975 ed il 1981 ottenendo discreti risultati. L'esordio nella categoria avviene in occasione della 1000 km di Brands Hatch, nona gara della stagione 1974, al volante di una Lola T 284 Ford Gr. S.3. La vettura, il cui volante era condiviso da Lombardi con Pino Pica, è costretta al ritiro al sessantaduesimo giro. Nella stagione successiva, 1975, Lombardi partecipa a cinque delle nove prove previste dal calendario, correndo sempre in coppia con la francese Marie-Claude Beaumont al volante di una Alpine-Renault A441 nel Gruppo S.2 e cogliendo le prime soddisfazioni, anche se parziali. Dopo aver saltato la prima gara di stagione, la 24 ore di Daytona, l'equipaggio Lombardi/Beaumont si classifica 5ª assoluta e 2ª nel gruppo S.2 nella seconda gara stagionale: la "1000 km del Mugello".
Due settimane più tardi, la coppia italo francese è 13ª al traguardo, 3ª per il gruppo S.2, nella "800 km di Digione". Sul circuito di Monza, in occasione della 1000 km omonima, quarta gara del calendario, Lombardi e Beaumont colgono il miglior risultato stagionale: 4ª al traguardo e 1ª nel gruppo S.2. Le ultime due gare a cui partecipano, la "1000 km di Pergusa" e la "1000 km di Zeltweg", si risolvono infatti con una mancata partenza per rottura della sospensione ed un ritiro al ventesimo giro. Sempre nel 1975 partecipa anche alla 24 Ore di Le Mans, quell'anno non inclusa nel Campionato mondiale Marche, sempre in coppia con Marie-Claude Beaumont sulla Alpine-Renault A441C iscritta dalla "Elf Suisse". Per loro un ritiro dopo soli 20 giri a causa di problemi con il carburante.
La stagione 1976 si apre con la "6 ore del Mugello". Sul circuito di Scarperia, alle porte di Firenze, al volante di una Porsche Carrera RKS, condivisa con Michele di Gioia e Vittorio Bernasconi, Lombardi è costretta al ritiro dopo soli 5 giri per problemi al motore della sua Porsche Carrera RKS Gr. 5. Nella gara successiva, la "6 ore di Vallelunga", pur iscritta al volante della Porsche Carrera RSK, non prende poi parte alla competizione. Nella 6 ore di Silverstone il primo piazzamento stagionale: è infatti 5ª al volante sempre di una Porsche 934 turbo GT condivisa con il pilota tedesco Heinz Martin; il piazzamento permette il primo posto di classe. Nella quarta gara del calendario, la 1000 km del Nürburgring, terzo ritiro stagionale: la Porsche 934 turbo condivisa con i tedeschi Heinz Martin e Egon Evertz è infatti costretta ad abbandonare la gara per incidente al ventinovesimo giro.
Abbandonata la serie per la Formula 1, Lella Lombardi torna del quattordicesimo evento previsto dal calendario: la Coppa Florio all'Autodromo di Pergusa; al volante di una Osella Pa 4 BMW, vettura che guiderà per il resto della stagione, si ritira al giro 41. Dopo aver saltato la trasferta in Canada, per la "200 miglia di Mosport", Lombardi è 16ª (nonostante un incidente) nella "500 km di Digione", corsa in coppia con Danilo Tesini, ed è costretta al ritiro nell'ultimo evento stagionale, la "200 miglia del Salzburgring". Il calendario del 1977 si articola in 18 eventi: Lombardi parteciperà a otto gare. Il debutto stagionale in occasione della prima prova, la 24 Ore di Daytona, gara a cui Lombardi partecipa in coppia con Christine Beckers al volante di una Inaltera-Ford in classe GTP, concludendo in 47ª posizione.

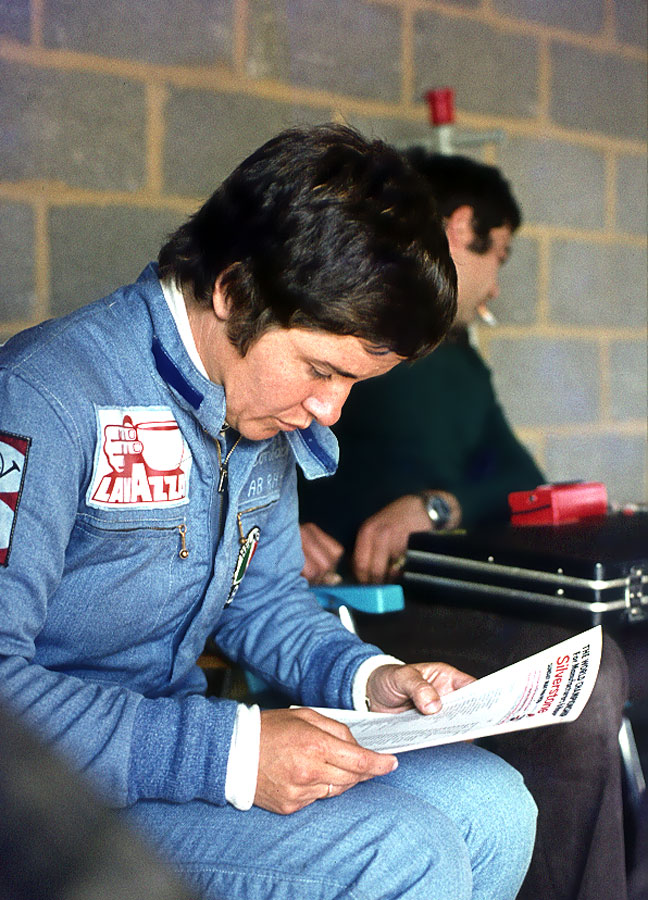
Lella Lombardi ai box del circuito di Silverstone (1976)

Lombardi torna a correre in occasione della settima gara stagionale: la "6 ore di Brands Hatch". In coppia con Kenneth Leim, al volante di una Porsche Carrera KL Gr. 5, è costretta al ritiro al sedicesimo giro. In coppia con Leim, sempre al volante di una Porsche Carrera KL, partecipa anche alle due gare successive: la "6 ore di Hockenheim", dove conclude 14ª, e la "6 ore di Vallelunga", dove conclude 4ª nell'assoluta e 1ª di categoria. Dopo aver saltato altre due corse, Lombardi torna in occasione della "500 km di Monza" in coppia con Giorgio Pianta al volante di una Lola T282 Ford Gruppo S.3. La gara si conclude con un ritiro al ventiseiesimo giro (Pianta non guida un solo giro in gara). Con il ritiro si conclude anche la gara successiva, la "400 km di Vallelunga": gara che Lombardi corre da sola al volante sempre di una Lola T282 Ford.
Dopo l'esperienza poco brillante al volante della Lola, Lombardi corre gli ultimi tre eventi stagionali al volante di una Osella Pa 5 BMW. Dopo il ritiro nella Coppa Florio sul circuito di Enna-Pergusa, in coppia con Giovanni Anzeloni, è 3ª nella "250 km di Imola", sempre con Anzeloni. Nell'ultima gara stagionale, la "300 km del Salzburgring", pur iscritta, non prende parte alla competizione. Nel 1978 la partecipazione di Lombardi al World Sportscar Championship si riduce a due sole gare, corse al volante di una Porsche 934 Gr. GT in coppia con Kenneth Leim. A queste due partecipazioni devono essere aggiunte poi altrettante gare, precisamente la "6 ore del Mugello" e la "6 ore di Vallelunga", in cui la coppia, pur regolarmente iscritta, non prende parte alla competizione. Nelle due gare corse il bilancio non può dirsi positivo; l'equipaggio italo tedesco finisce infatti 15ª nella 6 ore di Silverstone e si ritira alla 1000 km del Nürburgring, gara questa in cui condividono l'abitacolo con un terzo pilota: Otto Köhler.
L'anno seguente è sicuramente ricco di soddisfazioni. Assente nella gara di apertura, la "24 ore di Daytona", Lombardi si classifica 4ª assoluta (1ª in Gr. S 2.0), in coppia con Giorgio Francia alla guida di una Osella Pa 6 BMW, nella gara successiva: la 6 ore del Mugello. A questo buon debutto segue una gara deludente in Germania, nella quinta prova del calendario: la "1000 km del Nürburgring". L'equipaggio Lombardi/Francia, sempre al volante di una Osella BMW, manca infatti la qualificazione. La delusione è ampiamente ripagata nella gara successiva, la "6 ore di Pergusa" Coppa Florio, che si conclude con un trionfo: sempre al volante di una Osella BMW, in coppia questa volta con Enrico Grimaldi, Lella Lombardi ottiene infatti il 1º posto assoluto e realizza il giro più veloce in gara. Dopo il 16º posto, in coppia con il vecchio compagno Kenneth Leim in occasione della "6 ore di Brands Hatch" al volante di una Porsche 934 Gr. GT, Lombardi torna in coppia con Giorgio Francia, nuovamente su Osella BMW, per vincere l'ultima gara della stagione: la "6 ore di Vallelunga".
Per la legge del contrappasso, se il 1979 è stato un anno ricco di soddisfazioni, il 1980 è sicuramente uno degli anni più deludenti per Lombardi. Nelle otto partecipazioni alle gare del World Sportscar Championship, tutte al volante di una Osella Pa 8 BMW gr. S.2, rimedia infatti altrettanti ritiri. Durante la stagione corre con Marco Rocca (2 gare), Vittorio Brambilla (6 gare) e Mark Thatcher, figlio dell'allora Primo Ministro britannico Margaret (1 gara: Le Mans). Al deludente 1980 segue un grande 1981. In coppia con Giorgio Francia al volante di una Osella Pa9 BMW, Lombardi è infatti 1ª nella "6 ore del Mugello", 2ª nella "1000 km di Monza" (1ª Gr. S.2), 4ª nella "6 ore di Silverstone" (1ª Gr. S.2), 2ª nella "6 ore di Pergusa" (1ª Gr. S.2) e 5ª nella "1000 km di Brands Hatch" (1ª Gr. S.2). I due terminano al quinto posto della classifica piloti, istituita per la prima volta proprio quell'anno. Nel 1984 l'ultima corsa in categoria, la "1000 km di Imola", dove al volante di una Lyncar Ms83 Ford non è classificata, pur finendo la gara; compagni di avventura l'inglese Costas Los e il neozelandese John Nicholson.

#### L'European Sportscar Championship
L'unica apparizione di Lombardi in questa categoria è nella gara di Salzburgring del 1978, quando si classificò 4º al volante di una Osella Pa 6 BMW.

#### Turismo (1982-1984)
Nel 1982 Lombardi si concentra sul Campionato Europeo Turismo con le Alfetta GTV6 conquistando con Anna Cambiaghi 3 successi di classe (2500cc). Nel 1983 si aggiudica il primo posto di classe nella Gara di Monza in coppia con Gianfranco Naddeo e nel 1984 in quattro gare insieme a Giorgio Francia. Ancora nel 1985 si aggiudica la classe addirittura in sei gare con coppia con Rinaldo Drovandi. Solo il fatto di non gareggiare nella classe di maggior cilindrata (oltre 2500cc) le impedisce di aggiudicarsi il titolo piloti, ma contribuisce ai 4 successi consecutivi nel campionato da parte dell'Alfa Romeo, prima di ritirarsi. Nel 1984 partecipa inoltre a due gare del DTM su Alfa Romeo GTV6, entrambe sul circuito del Nürburgring, classificandosi 10º e 6º.

### Ultimi anni e morte
Ritiratasi nel 1988, divenne team manager, aprendo la scuderia Lombardi Autosport.
Morì di cancro poco prima di compiere 51 anni, il 3 marzo 1992 a Milano, lasciando la compagna Fiorenza.
Lella Lombardi è sepolta nel cimitero di Frugarolo, nell'alessandrino, suo paese natale.

## Risultati completi in F1
| 1974 | Scuderia             | Vettura |  |  |  |  |  |  |  |  |  |    |  |  |  |  |  |  | Punti | Pos. |
| ---- | -------------------- | ------- |  |  |  |  |  |  |  |  |  | -- |  |  |  |  |  |  | ----- | ---- |
| 1974 | Allied Polymer Group | BT42    |  |  |  |  |  |  |  |  |  | NQ |  |  |  |  |  |  | 0     |      |

| 1975 | Scuderia   | Vettura        |  |  |     |   |    |     |     |    |    |     |   |    |     |    |  |  | Punti | Pos. |
| ---- | ---------- | -------------- |  |  | --- | - | -- | --- | --- | -- | -- | --- | - | -- | --- | -- |  |  | ----- | ---- |
| 1975 | March FWRC | 741 / 751 FW04 |  |  | Rit | 6 | NQ | Rit | Rit | 14 | 18 | Rit | 7 | 17 | Rit | NP |  |  | 0,5   | 21º  |

| 1976 | Scuderia  | Vettura   |    |  |  |  |  |  |  |  |    |    |    |  |  |  |  |  | Punti | Pos. |
| ---- | --------- | --------- | -- |  |  |  |  |  |  |  | -- | -- | -- |  |  |  |  |  | ----- | ---- |
| 1976 | March RAM | 761 BT44B | 14 |  |  |  |  |  |  |  | NQ | NQ | 12 |  |  |  |  |  | 0     |      |

| Legenda | 1º posto     | 2º posto | 3º posto    | A punti         | Senza punti/Non class.  | Grassetto – Pole position Corsivo – Giro più veloce |
| Legenda | Squalificato | Ritirato | Non partito | Non qualificato | Solo prove/Terzo pilota | Grassetto – Pole position Corsivo – Giro più veloce |